# بيا سكرزيسوفسكا
بيا سكرزيسوفسكا (من مواليد 20 أبريل 2001) هي لاعبة ألعاب قوى بولندية متخصصة في سباقات الحواجز. فازت بالميداليات الذهبية في سباق 100 متر حواجز في بطولة أوروبا لألعاب القوى 2022 وبطولة أوروبا لألعاب القوى تحت 23 عامًا 2021. هي صاحبة الميدالية الفضية في بطولة أوروبا لألعاب القوى تحت 20 عامًا 2019 في سباق 100 متر حواجز. وهي بطلة وطنية بولندية ثلاث مرات.